# 布伊納克斯克
42°49′N 47°07′E / 42.817°N 47.117°E
布伊納克斯克（俄语：Буйна́кск）是俄羅斯南部達吉斯坦共和國的一座城市，距首府馬哈奇卡拉西南41公里。2018年人口65,080人。
1834年建立要塞，1866年設市。1922年改名前稱為鐵木爾-汗-舒拉（Теми́р-Хан-Шура́）。